# Малые Литвиновичи
Малые Литвиновичи (бел. Малыя Ліцвінавічы) — деревня в Озаричском сельсовете Калинковичского района Гомельской области Белоруссии.

## География

### Расположение
В 46 км на север от Калинкович, 24 км от железнодорожной станции Холодники (на линии Жлобин — Калинковичи), 167 км от Гомеля.

## Транспортная сеть
Транспортные связи по просёлочной, затем по автодорогам, которые отходят от г. п. Озаричи. Планировка состоит из короткой, близкой к меридиональной ориентации улицы, застроенной редко деревянными крестьянскими усадьбами.

## История
По письменным источникам известна с XIX века как деревня в Бобруйском уезде Минской губернии, основана переселенцами из деревни Литвиновичи. В 1828 году деревня Малые Литвиновичи (она же Нивин) во владении ротмистра Володько, у которого в собственности находились 620 десятин земли, водяная мельница и трактир. Обозначена на карте 1866 года, которая использовалась Западной мелиоративной экспедицией, которая работала в этих местах в 1890-е годы. В 1876 году дворянка Деранговская владела здесь 410 десятинами земли. Согласно переписи 1897 года в Озаричской волости, работали хлебозапасный магазин, трактир.
В 1929 году организован колхоз «Новые Литвиновичи», работали ветряная мельница и кузница. Во время Великой Отечественной войны в январе 1944 года оккупанты сожгли 10 дворов и убили 2 жителей. 19 жителей погибли на фронте. Согласно переписи 1959 года в составе совхоза «Озаричи» (центр — деревня Озаричи)).

## Население
- 1897 год — 20 дворов, 111 жителей (согласно переписи).
- 1908 год — 29 дворов 136 жителей.
- 1917 год — 27 дворов, 169 жителей.
- 1925 год — 37 дворов.
- 1959 год — 133 жителя (согласно переписи).
- 2004 год — 14 хозяйств, 22 жителя.